# Ota III. Braniborský
Ota III. Braniborský (německy Otto III. der Fromme, 1214/1215 – 9. říjen 1267) byl markrabě braniborský v letech 1220–1267 z rodu Askánců.

## Život
Ota na narodil v roce 1214, nebo 1215 jako druhorozený syn braniborského markraběte Albrechta II. a Matyldy Lužické. Když v roce 1220 jeho otec zemřel, Ota i jeho starší bratr Jan I. byli ještě nezletilí. Opatrovnictví nad nimi císař Fridrich II. proto svěřil magdeburskému arcibiskupovi Albrechtovi I. O rok později poručnickou vládu od arcibiskupa skoupila Janova matka Matylda, jež v Braniborsku vládla spolu s Albrechtem I. Saským.
V roce 1225 se Ota s Janem v Braniborsku chopili samostatné vlády. Jejich společná vláda byla poznamenána pozoruhodnou bratrskou soudržností a hospodářským i mocenským rozmachem. Oba bratři podporovali obchod a intenzivně se věnovali kolonizační činnosti. Za svůj vznik jim vděčí zejména města Frankfurt nad Odrou, Straußberg, Neu-Angermünde, Słupsk, Liebenwalde, Stargard, Friedland, Lychen, Neubrandenburg, Choszczno, Deutsch-Krone, Gransee, Gorzów Wielkopolski a Prenzlau. Braniborští bratři se zásadně podíleli rovněž na vzniku Berlína. Ota byl také velkým fundátorem církve, zejména Dominikánů a německých rytířů, kvůli čemuž se na přelomu let 1254 a 1255 a později 1265 a 1266 zúčastnil křížových výprav Přemysla Otakara II. do Pruska. Při jeho druhé cestě do Pruska ho doprovázel syn Jan III.
Na počátku své vlády Ota III. s bratrem vedl válku proti svému dřívějšímu poručníkovi arcibiskupovi Albrechtovi I. Magdeburskému. Důvody této války nejsou přesně známé, Albrecht od braniborských markrabat možná vymáhal dosud nesplacenou částku, jíž si Otova matka od něj roku 1221 koupila poručnictví nad svými syny. Ačkoli tato válka pro Askánce nedopadla příliš šťastně, další Otova a Janova politika byla požehnána značnými úspěchy. Později se dostal do sporů s halberstadtským biskupem Ludolfem, jehož se mu spolu s bratrem podařilo na hlavu porazit. V roce 1240 si bratři znepřátelili nového halberstadtského biskupa Meinhard z Kranichfeldu, jenž se spojil s magdeburským arcibiskupem a markrabětem Jindřichem III. Míšeňským. I v této válce, ukončené o pět let později, ale bratři uspěli. Následně se Askánci spojili se svým dřívějším sokem magdeburským arcibiskupem, aby ovládli město Lebus a jeho okolí. V roce 1250 braniborští bratři získali zase Starou marku, mnoho menších území a měst bratři ke svým rodovým državám ale připojovali i před tím.
Roku 1243 se oženil s Boženou, dcerou českého krále Václava I., čímž vyženil Dolní Lužici. Od doby svého sňatku se stal věrným příznivcem a spojencem svého švagra Přemysla Otakara II., jemuž pomáhal ve válkách proti Uhrům a zúčastnil se jeho slavného vítězství v bitvě u Kressenbrunnu. Podporoval rovněž vévodu Valdemara III. Šlesvického v jeho bojích s dánským králem Kryštofem I.
I přesto, že Ota se svým bratrem Janem pevnou rukou rozšiřovali své území, k římskému císaři Fridrichovi II. Štaufskému zůstávali zcela loajální. Jejich poměr se ke Štaufům změnil v roce 1250, a to poté co Fridrich II. zemřel. Odmítli tehdy totiž uznat vládu jeho syna Konráda IV. a přiklonili se na stranu vzdorokrále Viléma Holandského. Ten se braniborským Askáncům odměnil udělením města Zerbstu. Přiřkl jim dokonce i právo na Saské vévodství, jež ovládala jiná větev askánského rodu.
Po smrti Viléma Holandského v roce 1256 se Ota, podporován saským vévodou Albrechtem I. a braniborským markrabětem Janem II., pokusil o kandidaturu na římský trůn. Nakonec si pro nevelký ohlas vše rozmyslel a stáhl se. Posléze se proto jako jeden z kurfiřtů ve volbě římskoněmeckého krále vyslovil pro Alfonse X. Kastilského. V roce 1258 si oba bratři rozdělili své majetky, čímž se braniborští Askánci rozštěpili na jánskou a otonskou linii. Ota III. zemřel roku 1267 a byl pohřben v dominikánském klášteře ve Strausbergu, který roku 1252 založil.

## Potomci
1. manželství ∞ 1243 Božena Česká
- Jan III. z Prahy (1244–1268), braniborský markrabě
- Ota V. Dlouhý (asi 1246–1298), braniborský markrabě ∞ Kateřina Velkopolská ∞ Judita z Henneberka
- Albrecht III. (přibližně 1250–1300), braniborský markrabě ∞ Matylda Dánská
- Ota VI. Malý (asi 1255–1303), braniborský markrabě ∞ Hedvika Habsburská
- Kunhuta (1247/1252–1292), vévodkyně balkánských zemí a Limburska ∞ Walram IV. Limburský ∞ Béla Uherský ∞ Arnold z Julémontu a z Mulrepas
- Matylda (1248/55–1316), pomořanská vévodkyně ∞ Barnim I. Pomořanský

## Vývod z předků
|                    |                          |  |                 |                              |  |  |  |  |  |  |  | Ota z Ballenstedtu |
|                    |                          |  |                 |                              |  |  |  |  |  |  |  |                    |
|                    | Albrecht I. Medvěd       |  |                 |                              |  |  |  |  |  |  |  |                    |
|                    |                          |  |                 |                              |  |  |  |  |  |  |  |                    |
|                    |                          |  |                 | Eilika Billung Saská         |  |  |  |  |  |  |  |                    |
|                    |                          |  |                 |                              |  |  |  |  |  |  |  |                    |
|                    | Oto I. Braniborský       |  |                 |                              |  |  |  |  |  |  |  |                    |
|                    |                          |  |                 |                              |  |  |  |  |  |  |  |                    |
|                    |                          |  |                 | Heřman I. z Winzenburgu (?)  |  |  |  |  |  |  |  |                    |
|                    |                          |  |                 |                              |  |  |  |  |  |  |  |                    |
|                    | Žofie z Winzenburgu      |  |                 |                              |  |  |  |  |  |  |  |                    |
|                    |                          |  |                 |                              |  |  |  |  |  |  |  |                    |
|                    |                          |  |                 | ?                            |  |  |  |  |  |  |  |                    |
|                    |                          |  |                 |                              |  |  |  |  |  |  |  |                    |
|                    | Albrecht II. Braniborský |  |                 |                              |  |  |  |  |  |  |  |                    |
|                    |                          |  |                 |                              |  |  |  |  |  |  |  |                    |
|                    |                          |  |                 | ?                            |  |  |  |  |  |  |  |                    |
|                    |                          |  |                 |                              |  |  |  |  |  |  |  |                    |
|                    | ?                        |  |                 |                              |  |  |  |  |  |  |  |                    |
|                    |                          |  |                 |                              |  |  |  |  |  |  |  |                    |
|                    |                          |  |                 | ?                            |  |  |  |  |  |  |  |                    |
|                    |                          |  |                 |                              |  |  |  |  |  |  |  |                    |
|                    | Adelheida                |  |                 |                              |  |  |  |  |  |  |  |                    |
|                    |                          |  |                 |                              |  |  |  |  |  |  |  |                    |
|                    |                          |  |                 | ?                            |  |  |  |  |  |  |  |                    |
|                    |                          |  |                 |                              |  |  |  |  |  |  |  |                    |
|                    | ?                        |  |                 |                              |  |  |  |  |  |  |  |                    |
|                    |                          |  |                 |                              |  |  |  |  |  |  |  |                    |
|                    |                          |  |                 | ?                            |  |  |  |  |  |  |  |                    |
|                    |                          |  |                 |                              |  |  |  |  |  |  |  |                    |
| Jan I. Braniborský |                          |  |                 |                              |  |  |  |  |  |  |  |                    |
|                    |                          |  |                 |                              |  |  |  |  |  |  |  |                    |
|                    |                          |  | Konrád Míšeňský |                              |  |  |  |  |  |  |  |                    |
|                    |                          |  |                 |                              |  |  |  |  |  |  |  |                    |
|                    | Dedo III. Lužický        |  |                 |                              |  |  |  |  |  |  |  |                    |
|                    |                          |  |                 |                              |  |  |  |  |  |  |  |                    |
|                    |                          |  |                 | Luitgarda z Ravensteinu      |  |  |  |  |  |  |  |                    |
|                    |                          |  |                 |                              |  |  |  |  |  |  |  |                    |
|                    | Konrád II. Lužický       |  |                 |                              |  |  |  |  |  |  |  |                    |
|                    |                          |  |                 |                              |  |  |  |  |  |  |  |                    |
|                    |                          |  |                 | Goswin II. z Heinsbergu      |  |  |  |  |  |  |  |                    |
|                    |                          |  |                 |                              |  |  |  |  |  |  |  |                    |
|                    | Matylda z Heinsbergu     |  |                 |                              |  |  |  |  |  |  |  |                    |
|                    |                          |  |                 |                              |  |  |  |  |  |  |  |                    |
|                    |                          |  |                 | Adelaida ze Sommerschenburgu |  |  |  |  |  |  |  |                    |
|                    |                          |  |                 |                              |  |  |  |  |  |  |  |                    |
|                    | Matylda Lužická          |  |                 |                              |  |  |  |  |  |  |  |                    |
|                    |                          |  |                 |                              |  |  |  |  |  |  |  |                    |
|                    |                          |  |                 | Boleslav III. Křivoústý      |  |  |  |  |  |  |  |                    |
|                    |                          |  |                 |                              |  |  |  |  |  |  |  |                    |
|                    | Měšek III. Starý         |  |                 |                              |  |  |  |  |  |  |  |                    |
|                    |                          |  |                 |                              |  |  |  |  |  |  |  |                    |
|                    |                          |  |                 | Salomena z Bergu             |  |  |  |  |  |  |  |                    |
|                    |                          |  |                 |                              |  |  |  |  |  |  |  |                    |
|                    | Eliška Polská            |  |                 |                              |  |  |  |  |  |  |  |                    |
|                    |                          |  |                 |                              |  |  |  |  |  |  |  |                    |
|                    |                          |  |                 | Béla II. Uherský             |  |  |  |  |  |  |  |                    |
|                    |                          |  |                 |                              |  |  |  |  |  |  |  |                    |
|                    | Alžběta Uherská          |  |                 |                              |  |  |  |  |  |  |  |                    |
|                    |                          |  |                 |                              |  |  |  |  |  |  |  |                    |
|                    |                          |  |                 | Helena Srbská                |  |  |  |  |  |  |  |                    |
|                    |                          |  |                 |                              |  |  |  |  |  |  |  |                    |